# Fluxo eletrônico
Fluxo eletrônico, ou corrente de electrões, ou ainda corrente eletrônica (diferente de Corrente elétrica) é a quantidade de elétrons ou lacunas que podem passar de um elétrodo a outro num dispositivo eletrônico. Este pode ser termiônico, ou Estado sólido.
O fluxo pode ser variável, controlável, auto controlável, realimentável, etc. Um exemplo típico ocorre numa válvula eletrônica, num transístor (bipolares, FET's, MOSFET's, etc), onde o fluxo eletrônico varia conforme a polarização do elétrodo que o controla (Daí o termo "válvula").
Num painel gerador de energia elétrica solar por exemplo, o fluxo eletrônico pode variar conforme a quantidade de luz que o dispositivo recebe, porém dependendo da disposição das células solares, embora o fluxo eletrônico oscile, a corrente elétrica gerada pode se manter constante por um determinado tempo. Já num dispositivo optoeletrônico a energia luminosa polariza a corrente eletrônica pelo fornecimento de elétrons ou lacunas na região de polarização.
Num dispositivo termo-eletrônico, um termopar por exemplo, a variação do fluxo é de acordo com a temperatura, e assim por diante.
Dependendo do dispositivo eletrônico, o fluxo eletrônico pode variar, porém nem sempre a variação de corrente elétrica acompanha a variação da corrente eletrônica no mesmo grau.